# Pense Bem
Pense bem é um brinquedo assemelhado a um computador, produzido pela Tectoy. Ele é a versão licenciada do Smart Start, criado pela Vtech (Video Technology International), de Hong Kong. Este brinquedo alcançou grande popularidade no Brasil a partir do fim da década de 1980 até meados dos anos 90.
Em agosto de 2017, a Tectoy anunciou um relançamento do brinquedo.

## Características
O Pense Bem tinha um número de atividades básicas embutidos, no estilo "adivinhe o número" e "siga o mestre". Mas seu uso mais popular era com livros de perguntas, usualmente com temas escolares como história, geografia e matemática; o usuário aperta a tecla que representa a alternativa que ele crê que seja a correta e, na seqüencia, o brinquedo informa se a resposta está certa ou não. Ao fim de cada jogo, o jogador recebe uma senha e pode utilizá-la para aumentar sua "nota desafio".
Muitos livros do Pense bem contam com personagens famosos, como Turma da Mônica, Sonic, Senninha, e Pato Donald.
Foram criadas versões para os consoles Master System e Mega Drive, produzidos pela Devworks.